# Tlaxiaco
Tlaxiaco, formellt Heroica Ciudad de Tlaxiaco ("Heroiska staden Tlaxiaco"), är en kommunhuvudort i Mexiko.   Den ligger i kommunen Heroica Ciudad de Tlaxiaco och delstaten Oaxaca, i den sydöstra delen av landet, 280 km sydost om huvudstaden Mexico City. Heroica Ciudad de Tlaxiaco ligger 2 082 meter över havet och antalet invånare är 14 608.
Terrängen runt Heroica Ciudad de Tlaxiaco är huvudsakligen kuperad, men den allra närmaste omgivningen är platt. Runt Heroica Ciudad de Tlaxiaco är det ganska tätbefolkat, med 83 invånare per kvadratkilometer. Närmaste större samhälle är Heroica Ciudad de Tlaxiaco, 0,15 km öster om Heroica Ciudad de Tlaxiaco. I omgivningarna runt Heroica Ciudad de Tlaxiaco växer huvudsakligen savannskog.